# Valvasone

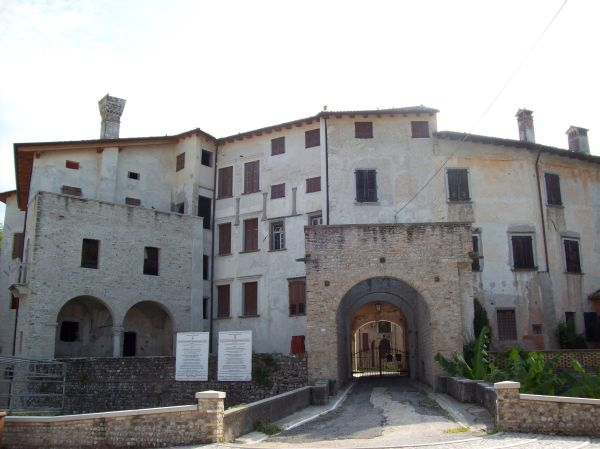
Kasteel van Valvasone

Valvasone is een gemeente in de Italiaanse provincie Pordenone (regio Friuli-Venezia Giulia) en telt 2095 inwoners (31-12-2004). De oppervlakte bedraagt 17,9 km², de bevolkingsdichtheid is 114 inwoners per km².
De volgende frazioni maken deel uit van de gemeente: Casamatta, Pozzo dipinto, Ponte Tagliamento, Torricella.

## Demografie
Valvasone telt ongeveer 861 huishoudens. Het aantal inwoners steeg in de periode 1991-2001 met 0,6% volgens cijfers uit de tienjaarlijkse volkstellingen van ISTAT.
| Jaar | Inwoneraantal |
| ---- | ------------- |
| 1991 | 1924          |
| 2001 | 1936          |

## Geografie
De gemeente ligt op ongeveer 59 m boven zeeniveau.
Valvasone grenst aan de volgende gemeenten: Arzene, Casarsa della Delizia, Codroipo (UD), San Martino al Tagliamento, San Vito al Tagliamento, Sedegliano (UD).